# آن ناكامورا
آن ناكامورا (باليابانية: 中村アン؛ بالكانا: なかむら あん) هي تارينتو وعارضة ومتسابقة الملكة يابانية، ولدت في 17 سبتمبر 1987 في طوكيو في اليابان.

## وصلات خارجية
- الموقع الرسمي